# Chitarra battente
La chitarra battente es una guitarra originaria del sur de Italia con 10 cuerdas metálicas en 5 órdenes dobles. La palabra battente significa literalmente "columpio", pero una traducción más precisa sería "golpeando", y se refiere a la manera de tocar como el rasgueado de la guitarra clásica o flamenca.

## Historia
El instrumento conoció de hecho una vasta difusión a partir de las primeras décadas del siglo XVIII en el Lacio y en Campania y sucesivamente en Calabria y Puglia. Los principales centros de construcción estuvieron localizados en Bisignano (Calabria), con la familia De Bonis (del siglo XVII en adelante). Es típica de la tradición de Calabria, Puglia, Basilicata, Abruzzo, Molise y Campania (especialmente del Cilento). A veces se la denomina también "guitarra italiana" en contraposición a la guitarra "francesa". La afinación denominada "reentrante" produce una enorme cantidad de armónicos que se funden bien con la voz humana y le dan un sonido característico que acompaña bien al canto. Aunque ahora está asociada con el sur de Italia, la chitarra battente había sido construido y tocada tan al norte como Ponte Caffaro en Lombardía hasta el comienzo del siglo XX.

## Características organológicas
Presenta la típica forma alargada de las guitarras antiguas, con curvas poco pronunciadas. El tipo más tradicional tiene un fondo redondeado, mientras que el tipo más moderno tiene un fondo plano. El puente es muy bajo y móvil como en la mandolina napolitana. El mástil termina con una cabeza larga.

### Afinación

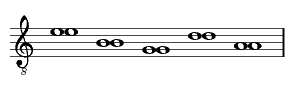
Afinación de la chitarra battente

La afinación reentrante de los 5 órdenes es la siguiente: Mi (1º), Si (2º), Sol (3º), Re (4º), La (5º), como una de las tres afinaciones de la guitarra barroca.

## Discografía
- Marcello Vital "GUITARRA BATIENTE" (Rai Trade 2003)
- Francesco Loccisano "BATIENTE ITALIANO Y RARO 2010"
- Francesco Loccisano "MASTRìA y CNI Records 2013"
- Francesco Loccisano "Solsticio" producido de Ass. Cult. Batiente Italiano 2017
- Cordaminazioni (Luca Fabrizio y Marcello De Carolis) "ALBERO SOLITARIO" COMPUESTO del maestro Ángel Gilardino 2018
- Cordaminazioni (Luca Fabrizio y Marcello De Carolis) "CORDAMINAZIONI" 2017
- Valentino Santagati y Anna Cinzia Villanos "a catarra do vinu" los suonatori de guitarra batiente en los invernaderos calabresi—Y. nota geos cd book 504 #- Udine 2005
- Cataldo Perri "ROTAS SARACENE" edición Raitrade, 1992
- Cataldo Perri "BASTIMENTI" (Desequilibrios editores 2009)
- Cataldo Perri "GUELLARE'" (Rewind, 2012)
- Gianfranco Preiti y Antonello Erizos "RASTROS" (Sudnord rey. 1987)
- Antonello Erizos "XICRO'" (CNI#-Ludos, 2000)
- Castalia, G. Preiti #- A. Erizos "LA SANGRE Y EL ENCHUFE" (VDM Records, 2011)

## Intérpretes
- Cataldo Perri
- Francesco Loccisano
- Marcello De Carolis
- Salvador Villanos
- Antonello Erizos
- Valentino Santagati
- Marcello Vital
- Marco Bruno
- Michael Logozzo
- Alessandro Santacaterina

## Otros proyectos
- Wikimedia Commons contiene immagini o altri file su chitarra battente